# Buckley-Insel
Die Buckley-Insel ist ein inselartiges Bergmassiv in der Antarktis, der im Transantarktischen Gebirge unweit des Polarplateaus vom Beardmore-Gletscher umflossen wird. Die höchste Erhebung des inselartigen Massivs, Mount Buckley, erreicht eine Höhe von 2645 m. Entdeckt wurde es durch Teilnehmer der Nimrod-Expedition (1907–1909) unter Leitung des britischen Polarforschers Ernest Shackleton (1874–1922). Benannt ist es nach dem neuseeländischen Schafzüchter George Alexander McLean Buckley (1866–1937), einem der Sponsoren der Expedition.
Frank Wild (1873–1939) gelang hier am 17. Dezember 1908 bei der Entnahme geologischer Proben der erstmalige Nachweis von Kohle in der Antarktis. Am 9. Februar 1912 entdeckte Edward Wilson (1872–1912) im Rahmen der Terra-Nova-Expedition in Sandsteinschichten auf der Buckley-Insel pflanzliche Fossilien.